# UB-II型潜艇
UB-II型潜艇（德語：U-Boot-Typ UB II）是UB级近岸潜艇（U艇）的一个亚型，由德国在第一次世界大战期间建造。它们是由先前的UB-I型扩大而来，是更高效的艇具。该亚型由两家德国造船厂合共建成30艘，并全数投入德意志帝国海军服役，主要被部署至佛兰德和普拉。此外，威悉船厂还授权奥匈帝国海军在普拉和阜姆建造了另外七艘同款潜艇，编为U-27级潜艇。这些潜艇的长度及排水量取决于不同的造船厂而有略微区别，但所有同型艇均配备两具艇艏鱼雷发射管和4枚鱼雷，以及一挺甲板炮。
在德国服役的三十艘艇中，有两艘卖给了奥匈帝国、一艘被法国收缴，二十艘在战争中丧失。战争结束后，最终幸存的七艘德籍艇以及两艘奥籍艇都被移交协约国，并作拆解报废处理。

## 设计
第一次世界大战爆发后，随着U艇战形势的发展，UB-I型潜艇排水量过小、适航性不佳、推进系统可靠性低等问题愈发凸显。其水面航速甚至追不上商船，以5節（9.3每小時）航速潜航1小时后，蓄电池电能便会耗尽。它们甚至无力应对多佛尔海峡8至10節（15至19每小時）的海流。为此，潜艇监察局于1915年4月研发了UB-I型潜艇的放大版——UB-II型，并由德国国家海军办公室将三十艘订单分别发包予汉堡的布洛姆与福斯船厂和不来梅的威悉两家船厂；其中前者承建十八艘（UB-18至23号、UB-30至41号），后者承建十二艘（UB-24至29号、UB-42至47号）。此外，威悉船厂还授权奥匈帝国海军在普拉和阜姆建造了另外七艘同款潜艇，编为U-27至U-32号和U-40号。
UB-II型艇的艇体采用单壳体加鞍形水柜构造。但不同批次生产的潜艇在细节上存在一些差异：前十二艘（UB-18至29号）艇的长度略短，为36.13米；而后十八艘（UB-30至47号）艇则比前一批次长77厘米。由于突破了铁路限界，所有同级艇的舷宽也得以增至4.36米，并有3.66－3.75米的吃水深度。它们的水面排水量介乎于263－279吨之间，水下则为292－305吨。
UB-II型艇采用双桨驱动，具有更大的蓄电池容量和更高功率的发动机。取决于不同的生产批次，其主机使用两台科尔庭、戴姆勒或奔驰的六缸四冲程柴油机用于水面运行，功率从270至284匹公制馬力（199至209千瓦特）不等；用于水下运行的两台电动发电机则统一从西门子-舒克特采购，可提供280匹公制馬力（206千瓦特）。由此产生的水面最高航速介乎于8.82至9.15節（16.33至16.95每小時）之间，水下则在5.71至6.22節（10.57至11.52每小時）的范围内；能够在水面以5节航速续航至多7,030海里（13,020），或以4節（7.4每小時）连续在水下航行45海里（83）而无需充电。为此，鞍形油箱安装在耐压壳体的两侧，以提供更大的燃油贮存空间；蓄电池则被放置在中央潜柜的前方，以配平较重的发动机安装。其最大潜水深度为50米，潜没需时为30－45秒。
UB-II型艇的主武器为两具500毫米艇艏鱼雷发射管，采用层叠式布局，以实现可以创造最佳表面效率的舷弧设计；鱼雷携带量增至4枚，鱼雷威力亦显著提高。辅助武器是一门50毫米甲板炮，后期又换装为88毫米口径炮。司令塔增加了一具潜望镜，并配备了1根两段式可伸缩通信桅杆，前水平舵外形也做了调整。其标准船员编制为2名军官加21名水兵。

## 脚注
1. ↑  Bendert，第9頁.
2. 1 2 3  陈进，第47頁.
3. ↑  Rössler，第111頁.
4. 1 2  Gröner 1991，第23-25頁.
5. ↑  Rössler，第50頁.